# Seilhenker
Der Seilhenker sind ein 1794 m ü. NHN hoher Nebengipfel der Höfats und eine 1791 m ü. NHN hohe Nebenerhebung in den Allgäuer Alpen. Er liegt im Nordostgrat der Höfats, nordöstlich der Kleinen Höfats.
Von Süden ist er fast bis zum Gipfel begrast, während die Nordseite mit imposanten Steilwänden mehrere hundert Meter abfällt.
Auf den Seilhenker führt kein markierter Weg. Er kann aus dem Oberloch ausgesetzt über einen Grasgrat erreicht werden und erfordert Trittsicherheit und Schwindelfreiheit. Die Nordostwand ist 1932 erst- und letztmals in 22-stündiger Kletterzeit begangen worden.

## Namensherkunft
Der Name Seilhenker leitet sich vermutlich von der mittelalterlichen Jagd ab, die viel mit Seilen und Netzen arbeitete, um Auswege des gehetzten Wildes zu versperren. Bei einer Jagd im Kar Oberloch musste die einzige Fluchtstelle, die Stiege hinüber in den Rauhen Hals versperrt werden, was mit Seilen und Netzen bewerkstelligt werden konnte. Dementsprechend hätte der dieser „Seilhenke“ benachbarte Kopf den Namen Seilhenker erhalten.

## Weblinks

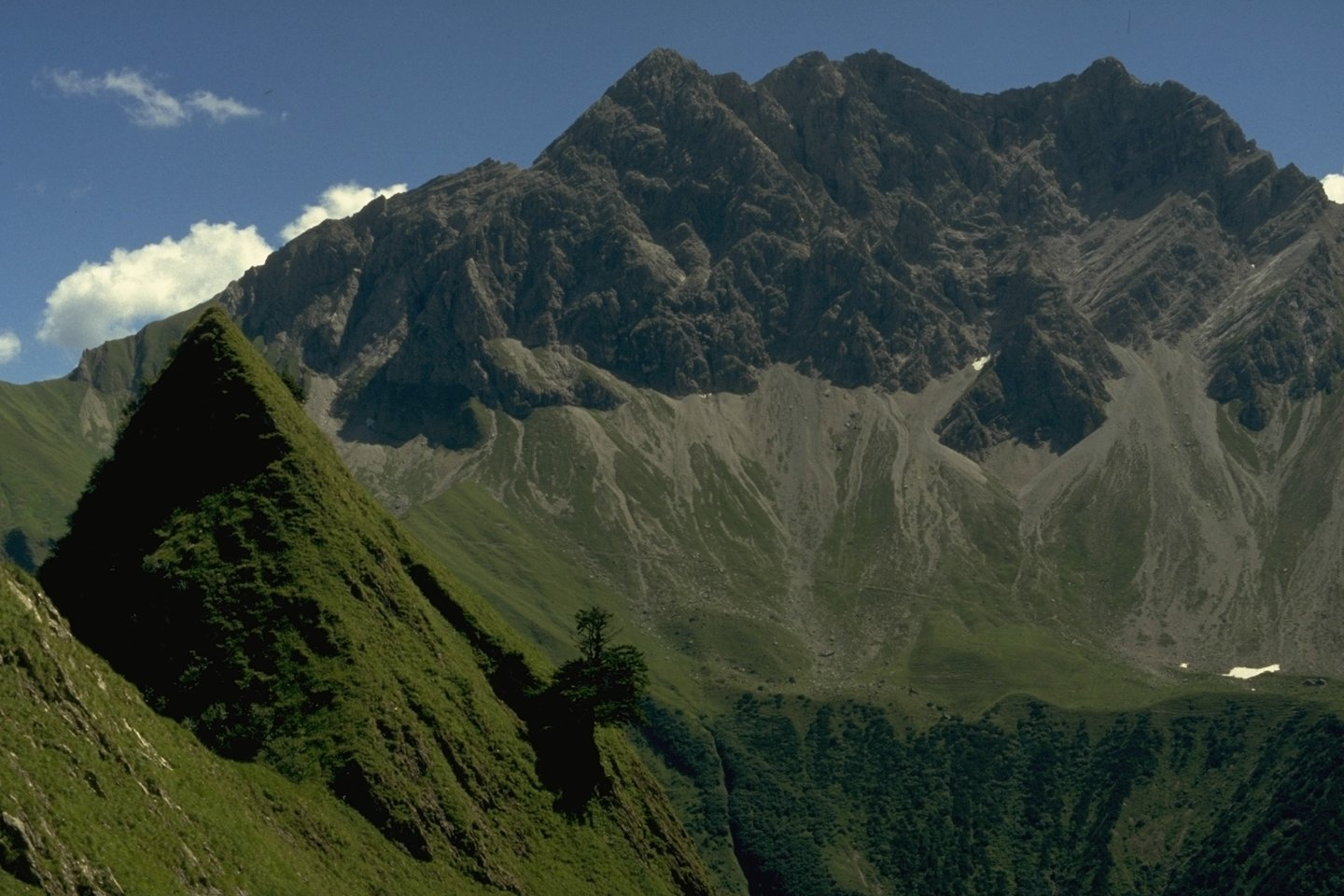
Der begraste Seilhenker mit dem Großen Wilden

## Referenzen
1. ↑  Thaddäus Steiner: Allgäuer Bergnamen. Kunstverlag Josef Fink, Lindenberg, 2. Auflage, 2008, ISBN 978-3-89870-389-5.